# Independence Bowl
El Independence Bowl, llamado Radiance Tecnologies Independence Bowl por razones de patrocinio, es un bowl de fútbol americano universitario que se juega anualmente en el Independence Stadium en Shreveport, Louisiana. Su nombre es por la edición inaugural en 1976, año del bicentenario de los Estados Unidos. Actualmente es patrocinado por Radiance Technologies en un contrato que termina en 2025. Solo en una edición del bowl, la de 2013, no fue conocido como Independence Bowl.
La edición de 2020 fue cancelada el 20 de diciembre de 2020 por no tener equipos elegibles para el bowl a causa de la pandemia de Covid-19.

## Resultados
| Año  | Campeón              | Campeón   | Finalista         | Finalista | Asistencia |
| ---- | -------------------- | --------- | ----------------- | --------- | ---------- |
| 1976 | McNeese State        | 20        | Tulsa             | 16        | 19 164     |
| 1977 | Louisiana Tech       | 24        | Louisville        | 14        | 22 223     |
| 1978 | East Carolina        | 35        | Louisiana Tech    | 13        | 31 054     |
| 1979 | Syracuse             | 31        | McNeese State     | 7         | 27 234     |
| 1980 | Southern Miss        | 16        | McNeese State     | 14        | 42 600     |
| 1981 | Texas A&M            | 33        | Oklahoma State    | 16        | 48 600     |
| 1982 | Wisconsin            | 14        | Kansas State      | 3         | 46 244     |
| 1983 | n.º 16 Air Force     | 9         | Ole Miss          | 3         | 41 274     |
| 1984 | Air Force            | 23        | Virginia Tech     | 7         | 45 034     |
| 1985 | Minnesota            | 20        | Clemson           | 13        | 42 845     |
| 1986 | Ole Miss             | 20        | Texas Tech        | 17        | 46 369     |
| 1987 | Washington           | 24        | Tulane            | 12        | 44 683     |
| 1988 | Southern Miss        | 38        | UTEP              | 18        | 20 242     |
| 1989 | Oregon               | 27        | Tulsa             | 24        | 44 621     |
| 1990 | Louisiana Tech       | 34        | Maryland          | 34        | 48 325     |
| 1991 | n.º 24 Georgia       | 24        | Arkansas          | 15        | 46 932     |
| 1992 | Wake Forest          | 39        | Oregon            | 35        | 31 337     |
| 1993 | n.º 22 Virginia Tech | 45        | n.º 21 Indiana    | 20        | 33 819     |
| 1994 | n.º 18 Virginia      | 20        | TCU               | 10        | 36 192     |
| 1995 | LSU                  | 45        | Michigan State    | 26        | 48 835     |
| 1996 | Auburn               | 32        | n.º 24 Army       | 29        | 41 366     |
| 1997 | n.º 15 LSU           | 27        | Notre Dame        | 9         | 50 459     |
| 1998 | Ole Miss             | 35        | Texas Tech        | 18        | 46 862     |
| 1999 | Ole Miss             | 27        | Oklahoma          | 25        | 49 873     |
| 2000 | Mississippi State    | 43        | Texas A&M         | 41 (t.e.) | 36 974     |
| 2001 | Alabama              | 14        | Iowa State        | 13        | 45 627     |
| 2002 | Ole Miss             | 27        | Nebraska          | 23        | 46 096     |
| 2003 | Arkansas             | 27        | Missouri          | 14        | 49 625     |
| 2004 | Iowa State           | 17        | Miami (Ohio)      | 13        | 43 076     |
| 2005 | Missouri             | 38        | South Carolina    | 31        | 41 332     |
| 2006 | Oklahoma State       | 34        | Alabama           | 31        | 45 054     |
| 2007 | Alabama              | 30        | Colorado          | 24        | 47 043     |
| 2008 | Louisiana Tech       | 17        | Northern Illinois | 10        | 41 567     |
| 2009 | Georgia              | 44        | Texas A&M         | 20        | 49 654     |
| 2010 | Air Force            | 14        | Georgia Tech      | 7         | 39 632     |
| 2011 | Missouri             | 41        | North Carolina    | 24        | 41 728     |
| 2012 | Ohio                 | 45        | Louisiana–Monroe  | 14        | 41 853     |
| 2013 | Arizona              | 42        | Boston College    | 19        | 36 917     |
| 2014 | South Carolina       | 24        | Miami (FL)        | 21        | 38 242     |
| 2015 | Virginia Tech        | 55        | Tulsa             | 52        | 31 289     |
| 2016 | NC State             | 41        | Vanderbilt        | 17        | 28 995     |
| 2017 | Florida State        | 42        | Southern Miss     | 13        | 33 601     |
| 2018 | Duke                 | 56        | Temple            | 27        | 27 492     |
| 2019 | Louisiana Tech       | 14        | Miami (FL)        | 0         | 33 129     |
| 2020 | Cancelado            | Cancelado | Cancelado         | Cancelado | —          |
| 2021 | UAB                  | 31        | n.º 12 BYU        | 28        | 26 276     |

- Fuente:[2]

## Participaciones

### Por Equipo
La mayoría de los equipos del SEC han participado encepto Tennessee, Florida y Kentucky. De los 14 actuales y/o anteriores miembros del Big 12, solo Kansas, Texas, Baylor y West Virginia no han participado en el bowl. Con la aparición de Duke en 2018, todos los miembros actuales y anteriores de la ACC excepto Pittsburgh han participado en al menos un partido.
| #  | Equipo         | Apariciones | Record |
| -- | -------------- | ----------- | ------ |
| 1  | Ole Miss       | 5           | 4–1    |
| 1  | Louisiana Tech | 5           | 3–1–1  |
| 3  | Air Force      | 3           | 3–0    |
| 3  | Alabama        | 3           | 2–1    |
| 3  | Missouri       | 3           | 2–1    |
| 3  | Southern Miss  | 3           | 2–1    |
| 3  | Virginia Tech  | 3           | 2–1    |
| 3  | McNeese State  | 3           | 1–2    |
| 3  | Texas A&M      | 3           | 1–2    |
| 3  | Tulsa          | 3           | 0–3    |
| 11 | Georgia        | 2           | 2–0    |
| 11 | LSU            | 2           | 2–0    |
| 11 | Arkansas       | 2           | 1–1    |
| 11 | Iowa State     | 2           | 1–1    |
| 11 | Oklahoma State | 2           | 1–1    |
| 11 | Oregon         | 2           | 1–1    |
| 11 | South Carolina | 2           | 1–1    |
| 11 | Miami (FL)     | 2           | 0–2    |
| 11 | Texas Tech     | 2           | 0–2    |

Equipos con una sola aparición
- Ganaron (15): Arizona, Auburn, Duke, East Carolina, Florida State, Minnesota, Mississippi State, NC State, Ohio, Syracuse, UAB, Virginia, Wake Forest, Washington, Wisconsin
- Perdieron (22): Army, Boston College, BYU, Clemson, Colorado, Georgia Tech, Indiana, Kansas State, Louisiana–Monroe, Louisville, Miami (OH), Michigan State, Nebraska, North Carolina, Northern Illinois, Notre Dame, Oklahoma, TCU, Temple, Tulane, UTEP, Vanderbilt
- Empataron (1): Maryland

### Por Conferencia
| Conferencia     | Record | Record | Record | Record | Record                                                                             | Apariciones                                    | Apariciones | Apariciones |
| Conferencia     | J      | G      | P      | E      | Ganados                                                                            | Perdidos                                       | Empatados   |             |
| --------------- | ------ | ------ | ------ | ------ | ---------------------------------------------------------------------------------- | ---------------------------------------------- | ----------- | ----------- |
| SEC             | 18     | 14     | 4      | 0      | 1986, 1991, 1995, 1996, 1997, 1998, 1999, 2000, 2001, 2002, 2003, 2007, 2009, 2014 | 1983, 2005, 2006, 2016                         |             |             |
| ACC             | 13     | 6      | 6      | 1      | 1992, 1994, 2015, 2016, 2017, 2018                                                 | 1985, 2010, 2011, 2013, 2014, 2019             | 1990        |             |
| Big 12          | 12     | 4      | 8      | 0      | 2004, 2005, 2006, 2011                                                             | 1998, 1999, 2000, 2001, 2002, 2003, 2007, 2009 |             |             |
| Independientes  | 12     | 4      | 7      | 1      | 1978, 1979, 1980, 1988                                                             | 1977, 1984, 1987, 1989, 1996, 1997, 2021       | 1990        |             |
| Southland       | 5      | 2      | 3      | 0      | 1976, 1977                                                                         | 1978, 1979, 1980                               |             |             |
| Pac-12          | 4      | 3      | 1      | 0      | 1987, 1989, 2013                                                                   | 1992                                           |             |             |
| WAC             | 4      | 3      | 1      | 0      | 1983, 1984, 2008                                                                   | 1988                                           |             |             |
| Big Ten         | 4      | 2      | 2      | 0      | 1982, 1985                                                                         | 1993, 1995                                     |             |             |
| SWC             | 4      | 1      | 3      | 0      | 1981                                                                               | 1986, 1991, 1994                               |             |             |
| C-USA           | 3      | 2      | 1      | 0      | 2019, 2021                                                                         | 2017                                           |             |             |
| The American    | 3      | 1      | 2      | 0      | 1993                                                                               | 2015, 2018                                     |             |             |
| MAC             | 3      | 1      | 2      | 0      | 2012                                                                               | 2004, 2008                                     |             |             |
| Big Eight       | 2      | 0      | 2      | 0      |                                                                                    | 1981, 1982                                     |             |             |
| Mountain West   | 1      | 1      | 0      | 0      | 2010                                                                               |                                                |             |             |
| Missouri Valley | 1      | 0      | 1      | 0      |                                                                                    | 1976                                           |             |             |
| Sun Belt        | 1      | 0      | 1      | 0      |                                                                                    | 2012                                           |             |             |

- Conferencias difuntas o inactivas del FBS aparecen en cursiva.
- El record de American incluye la aparición de 1993 de Virginia Tech, cuando era miembro del Big East, y The American retiene el historial de antes de 2013 cuando el original Big East se separó.
- El record de Pac-12 incluye los result6ados cuando era el Pac-10.
- Equipos independientes: Louisville (1977), East Carolina (1978), Syracuse (1979), Southern Miss (1980, 1988), Virginia Tech (1984), Tulane (1987), Tulsa (1989), Louisiana Tech (1990), Army (1996), Notre Dame (1997), BYU (2021)

## Jugador Más Valioso

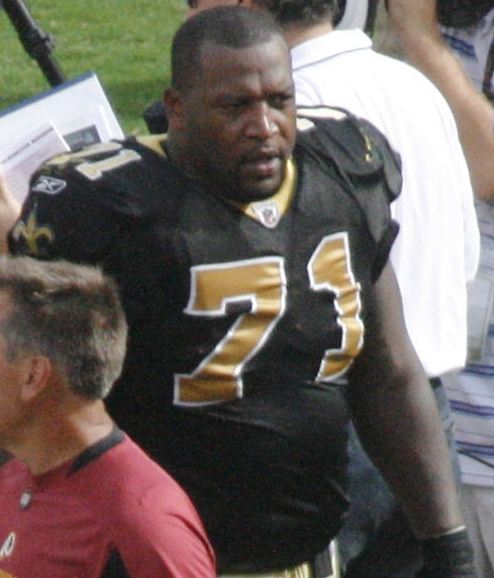
El MVP defensivo de 1998 Kendrick Clancy

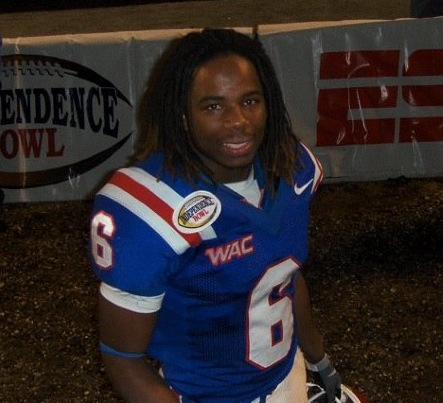
El MVP ofensivo de 2008 Phillip Livas

| Año  | MVP Ofensivo                     | MVP Ofensivo   | MVP Ofensivo | MVP Defensivo            | MVP Defensivo     | MVP Defensivo |
| Año  | Nombre                           | Equipo         | Posición     | Nombre                   | Equipo            | Posición      |
| ---- | -------------------------------- | -------------- | ------------ | ------------------------ | ----------------- | ------------- |
| 1976 | Terry McFarland                  | McNeese State  | QB           | Terry Clark              | Tulsa             | CB            |
| 1977 | Keith Thibodeaux                 | Louisiana Tech | QB           | Otis Wilson              | Louisville        | LB            |
| 1978 | Theodore Sutton                  | East Carolina  | FB           | Zack Valentine           | East Carolina     | DE            |
| 1979 | Joe Morris                       | Syracuse       | RB           | Clay Carroll             | McNeese State     | DT            |
| 1980 | Will Varner                      | McNeese State  | QB           | Jearld Baylis            | Southern Miss     | NG            |
| 1981 | Gary Kubiak                      | Texas A&M      | QB           | Mike Green               | Oklahoma State    | LB            |
| 1982 | Randy Wright                     | Wisconsin      | QB           | Tim Krumrie              | Wisconsin         | NG            |
| 1983 | Marty Louthan                    | Air Force      | QB           | Andre Townsend           | Ole Miss          | DT            |
| 1984 | Bart Weiss                       | Air Force      | QB           | Scott Thomas             | Air Force         | S             |
| 1985 | Rickey Foggie                    | Minnesota      | QB           | Bruce Holmes             | Minnesota         | LB            |
| 1986 | Mark Young                       | Ole Miss       | QB           | James Mosley             | Texas Tech        | DE            |
| 1987 | Chris Chandler                   | Washington     | QB           | David Rill               | Washington        | LB            |
| 1988 | James Henry                      | Southern Miss  | PR           | James Henry              | Southern Miss     | CB            |
| 1989 | Bill Musgrave                    | Oregon         | QB           | Chris Oldham             | Oregon            | DB            |
| 1990 | Mike Richardson                  | Louisiana Tech | RB           | Lorenza Baker            | Louisiana Tech    | LB            |
| 1991 | Andre Hastings                   | Georgia        | FL           | Torray Evans             | Georgia           | LB            |
| 1992 | Todd Dixon                       | Wake Forest    | SE           | Herman O'Berry           | Oregon            | CB            |
| 1993 | Maurice DeShazo                  | Virginia Tech  | QB           | Antonio Banks            | Virginia Tech     | CB            |
| 1994 | Mike Groh                        | Virginia       | QB           | Mike Frederick           | Virginia          | DE            |
| 1995 | Kevin Faulk                      | LSU            | RB           | Gabe Northern            | LSU               | DE            |
| 1996 | Dameyune Craig                   | Auburn         | QB           | Takeo Spikes Rickey Neal | Auburn            | LB            |
| 1997 | Rondell Mealey                   | LSU            | RB           | Arnold Miller            | LSU               | DE            |
| 1998 | Romaro Miller                    | Ole Miss       | QB           | Kendrick Clancy          | Ole Miss          | DL            |
| 1999 | Tim Strickland                   | Ole Miss       | CB           | Josh Heupel              | Oklahoma          | QB            |
| 2000 | Ja'Mar Toombs                    | Texas A&M      | RB           | Willie Blade             | Mississippi State | DT            |
| 2001 | Seneca Wallace                   | Iowa State     | QB           | Matt Word Waine Bacon    | Iowa State        | LB S          |
| 2002 | Eli Manning                      | Ole Miss       | QB           | Chris Kelsay             | Nebraska          | DE            |
| 2003 | Cedric Cobbs                     | Arkansas       | RB           | Caleb Miller             | Arkansas          | LB            |
| 2004 | Bret Meyer                       | Iowa State     | QB           | Nick Moser               | Iowa State        | DB            |
| 2005 | Brad Smith                       | Missouri       | QB           | Marcus King              | Missouri          | CB            |
| 2006 | Dantrell Savage                  | Oklahoma State | RB           | Jeremy Nethon            | Oklahoma State    | LB            |
| 2007 | John Parker Wilson               | Alabama        | QB           | Wallace Gilberry         | Alabama           | DE            |
| 2008 | Phillip Livas                    | Louisiana Tech | WR           | Weldon Brown             | Louisiana Tech    | CB            |
| 2009 | Aron White                       | Georgia        | TE           | Geno Atkins              | Georgia           | DL            |
| 2010 | Jared Tew                        | Air Force      | RB           | Rick Ricketts            | Air Force         | DT            |
| 2011 | James Franklin                   | Missouri       | QB           | Andrew Wilson            | Missouri          | LB            |
| 2012 | Tyler Tettleton Beau Blankenship | Ohio           | QB RB        | Keith Moore              | Ohio              | LB            |
| 2013 | BJ Denker                        | Arizona        | QB           | William Parks            | Arizona           | S             |
| 2014 | Pharoh Cooper                    | South Carolina | WR           | Skai Moore               | South Carolina    | LB            |
| 2015 | Isaiah Ford                      | Virginia Tech  | WR           | Jeremy Brady             | Tulsa             | S             |
| 2016 | Jaylen Samuels                   | NC State       | FB           | Airius Moore             | NC State          | LB            |
| 2017 | James Blackman                   | Florida State  | QB           | Nate Andrews             | Florida State     | DB            |
| 2018 | Daniel Jones                     | Duke           | QB           | Delvon Randall           | Temple            | DB            |
| 2019 | Justin Henderson                 | Louisiana Tech | RB           | Connor Taylor            | Louisiana Tech    | LB            |
| 2021 | Tyler Allgeier                   | BYU            | RB           |                          |                   |               |

- Fuente:[5]: 48

## Records
| Equipo                             | Record, Equipo vs. Rival                                                         | Año       |
| ---------------------------------- | -------------------------------------------------------------------------------- | --------- |
| Más Puntos Anotados                | 56, Duke vs. Temple                                                              | 2018      |
| Más Puntos en Conjunto             | 107, Virginia (55) vs. Tulsa (52)                                                | 2015      |
| Más Puntos Anotados (perdedor)     | 52, Tulsa vs. Virginia Tech                                                      | 2015      |
| Menos Puntos Permitidos            | 0, Louisiana Tech vs. Miami (FL)                                                 | 2019      |
| Mayor victoria                     | 31, Ohio vs. Louisiana–Monroe                                                    | 2012      |
| Yardas Totales                     | 598, Virginia Tech vs. Tulsa                                                     | 2015      |
| Yardas Terrestres                  | 337, Missouri vs. North Carolina                                                 | 2011      |
| Yardas Aéreas                      | 440, Duke vs. Temple                                                             | 2018      |
| First downs                        | 30, Virginia Tech vs. Tulsa                                                      | 2015      |
| Menos Yardas Permitidas            | 161, Louisiana Tech vs. Louisville                                               | 1977      |
| Menos Yardas Terrestres Permitidas | 12, East Carolina vs. Louisiana Tech                                             | 1978      |
| Menos Yardas Aéreas Permitidas     | 41, Air Force vs. Georgia Tech                                                   | 2010      |
| Individual                         | Record, Nombre, Equipo vs. Rival                                                 | Año       |
| Yardas Totales                     | 286, T.J. Rahming (Duke)                                                         | 2018      |
| Touchdowns Totales                 | 4, Beau Blankenship (Ohio)                                                       | 2012      |
| Yardas Terrestres                  | 234, Kevin Faulk (LSU)                                                           | 1995      |
| Touchdowns Terrestres              | 4, Beau Blankenship (Ohio)                                                       | 2012      |
| Yardas Aéreas                      | 423, Daniel Jones (Duke)                                                         | 2018      |
| Pases de touchdown                 | 5, Daniel Jones (Duke)                                                           | 2018      |
| Yardas por Recepción               | 240, T.J. Rahming (Duke)                                                         | 2018      |
| Reepciones de touchdown            | 3, compartido con: Jaylen Samuels (NC State) Auden Tate (Florida State)          | 2016 2017 |
| Tackleadas                         | 24, Clay Carroll (McNeese State)                                                 | 1979      |
| Capturas                           | 3, más reciente: Chuck Wiley (LSU)                                               | 1997      |
| Intercepciones                     | 2, más reciente: Anthony Magee (Ole Miss)                                        | 1998      |
| Jugadas Largas                     | Record, Nombre, Equipo vs. Rival                                                 | Año       |
| Touchdown Terrestre                | 80 yds., Deuce McAllister (Ole Miss)                                             | 1999      |
| Pase de touchdown                  | 87 yds., Randy Wright a Tim Stracka (Wisconsin)                                  | 1982      |
| Regreso de Kickoff                 | 100 yds., compartido con: Derrick Mason (Michigan State) Nyheim Hines (NC State) | 1995 2016 |
| Regreso de Despeje                 | 86 yds., Javier Arenas (Alabama)                                                 | 2006      |
| Regreso de Intercepción            | 99 yds., Marcus King (Missouri)                                                  | 2005      |
| Regreso de Fumble                  | 37 yds., Gabe Northern (LSU)                                                     | 1995      |
| Despeje                            | 70 yds., Jeff Dozier (Louisiana Tech)                                            | 1978      |
| Gol de Campo                       | 52 yds., Tommy Openshaw (Vanderbilt)                                             | 2016      |

- Fuente:[5]: 50–56